# Michal Pražský
Michal Pražský OCart (latinsky Michael Pragensis, nebo také Michael de Praga, německy Michael von Prag; † 27. září 1401) byl převorem kartuziánských domů v Praze, Aggsbach a slovinském Lašku, tehdy součásti Dolnoštýrského vévodství a vizitátor hornoněmecké provincie řádu. Byl autorem několika latinských spisů.

## Život
Není znám Michaelův přesný rok narození a ani původ není jistý, mohl být český, polský nebo německý. 
Poprvé je písemně zmiňován roku 1356 jako převor pražské kartouzy Zahrada Panny Marie na Újezdě, kde je později v roce 1382 doložen jako vikář. Zároveň byl druhým vizitátorem hornoněmecké provincie řádu. V letech 1385–1387 byl převorem kartouzy v rakouském Aggsbachu.
V roce 1387 dokončil v Praze své nejslavnější dílo De quatuor virtutibus cardinalibus per erudicione principum, známé jako tzv. Knížecí zrcadlo. To je psáno formou dialogu a je věnováno falckraběti a pozdějšímu římsko-německému králi Ruprechtovi III. z domu Wittelsbachů. Dílo bylo dříve mylně připisováno Matyáši Krakovskému.
Od roku 1391 byl Michael prvním vizitátorem hornoněmecké provincie a převorem kartouzy „Domus Vallis sancti Maurittii“ v Geirachu, kde také 27. září roku 1401 zemřel.

## Spisy
- 1386: Remediarium abiecti prioris (věnováno jeho předchůdci v kartouze Aggsbach)
- 1387: De quatuor virtutibus cardinalibus per erudicione principum (také známý jako De regimine principum, Fürstenspiegel ; geschichtsquellen.de )
- mezi 1387 a 1391: Dialogus de custodia virginitatis